# Myrsine retusa
Myrsine retusa é uma espécie de planta com flor pertencente à família Myrsinaceae. 
A autoridade científica da espécie é Aiton, tendo sido publicada em Hortus Kewensis.
Trata-se de uma espécie endémica do Arquipélago dos Açores.

## Proteção
Não se encontra protegida por legislação portuguesa ou da Comunidade Europeia.